# Les Essards (Charente)
Les Essards è un comune francese di 211 abitanti situato nel dipartimento della Charente, nella regione della Nuova Aquitania.

## Società

### Evoluzione demografica
Abitanti censiti